# Кеймадела (Армамар)
Кеймадела (порт. Queimadela) — район (фрегезия) в Португалии, входит в округ Визеу. Является составной частью муниципалитета Армамар. По старому административному делению входил в провинцию Траз-уж-Монтиш и Алту-Дору. Входит в экономико-статистический субрегион Доуру, который входит в Северный регион. Население составляет 331 человек на 2001 год. Занимает площадь 2,27 км².
Покровителем района считается Дева Мария (порт. Nossa Senhora das Dores).